# Hanna Bervoets
Hanna Marleen Bervoets (Amsterdam, 14 februari 1984) is een Nederlands auteur van romans, columns, essays, recensies en toneelstukken. In haar werk komen vaak vragen aan de orde over de effecten van het gebruik van nieuwe technologieën. Zij ontving in 2017 de Frans Kellendonk-prijs voor haar gehele oeuvre.

## Biografie
Bervoets volgde een bacheloropleiding Media en Cultuur aan de Universiteit van Amsterdam, met als specialisatie Televisie en Populaire Cultuur. In 2008 voltooide zij vervolgens een duale Master Journalistiek en Research, eveneens aan de Universiteit van Amsterdam. In New York studeerde zij een semester aan de Tisch School of the Arts.
In 2020 werd Bervoets benoemd tot lid van de Akademie van Kunsten.
Dichter en essayist Anton van Duinkerken (1903-1968) was haar oudoom.

## Werk

#### Journalistiek
Tijdens haar studie schreef Hanna Bervoets filmrecensies en korte columns over het Amsterdamse uitgaansleven voor stadsmagazine NL20. Daarna publiceerde zij in verschillende media, waaronder Elsevier, NRC, de Volkskrant, De Correspondent en Das Magazin. De columns, die Bervoets tussen 2009 en 2015 voor het Volkskrant Magazine schreef, werden gebundeld in Leuk zeg doei (2010), Opstaan, aankleden, niet doodgaan (2013) en En alweer bleven we ongedeerd (2015).

#### Romans
Hanna Bervoets schreef negen romans. In 2009 debuteerde zij met Of Hoe Waarom, waarvoor ze in datzelfde jaar de ScriptPlus HvA Debutant van het Jaar-prijs won. Twee jaar later ontving ze de Opzij Literatuurprijs 2011 voor haar tweede roman Lieve Céline, over een fanatieke Céline Dion-fan die haar idool achterna reist. Het boek werd verfilmd.
In 2013 volgde de apocalyptische roman Alles wat er was, die werd genomineerd voor de Opzij Literatuurprijs. In 2020 verscheen de dertiende druk van het boek, dat vanwege de coronacrisis hernieuwde aandacht kreeg.
In 2014 verscheen de roman Efter, over een nabije toekomst waar men verliefdheid als psychische aandoening beschouwt. Het boek behaalde de longlists van de Libris Literatuurprijs en de Gouden Boekenuil en belandde op de shortlist van de BNG Bank Literatuurprijs. De filmrechten werden verkocht aan NL Film.
Voor opvolger Ivanov liet Bervoets zich inspireren door het leven van de Russische bioloog Ilja Ivanov, die begin twintigste eeuw mensen met apen probeerde te kruisen. Bervoets verbond deze geschiedenis met de aids-crisis en situeerde haar roman in het New York van de jaren negentig. Ivanov behaalde de longlists van de Libris Literatuurprijs en de ECI Literatuurprijs. Ook werd het boek genomineerd voor de Nederlandse Boekhandelsprijs en de Dioraphte Literatour Prijs. In 2017 won Ivanov de BNG Bank Literatuurprijs, een dag eerder werd Bervoets' gehele oeuvre bekroond met de Frans Kellendonk-prijs. Daarmee won Bervoets twee literaire prijzen in vierentwintig uur. In datzelfde jaar verscheen de roman Fuzzie, die de longlist behaalde van de ECI Literatuurprijs.
Welkom in het Rijk der zieken is Bervoets' zevende roman. Net als Fuzzie belandde het boek in De Bestseller 60. Voor Welkom in het Rijk der zieken liet Bervoets zich inspireren door de Q-koorts-uitbraak in Nederland. Het boek behaalde de longlists van de BookSpot Literatuurprijs en de Libris Literatuurprijs.
In 2021 schreef Bervoets het Boekenweekgeschenk, Wat wij zagen.
Bervoets maakt zelf de schetsen voor de omslagen van haar boeken.

#### Toneel en film
Als schrijver van toneelstukken debuteerde Bervoets in 2010 met Roes, dat ze in opdracht van de Haagse toneelgroep Firma MES schreef. Een jaar later schreef ze haar eerste scenario voor de televisiefilm Bowy is binnen. Ze leverde tekstuele bijdrages aan de voorstelling Spuiten en Slikken van Sanne Vogel en in 2018 ging haar avondvullende toneelstuk CarryMe in première. CarryMe draait om een app die kinderloze stellen in staat stelt een draagmoeder te kiezen. Belangrijk thema in het stuk is de zogenoemde gig economy en de positie van flexwerkers.

## Televisie
Hanna Bervoets viel in Wie is de Mol? (2011) als eerste af. In 2013 eindigde zij op de derde plaats in de finale van De Slimste Mens.
Als gast van Janine Abbring in Zomergasten (2019) vertelde Bervoets openhartig over de aandoening waar zij aan lijdt, het syndroom van Ehlers-Danlos. Haar filmkeuze voor die avond was The Hours, een film van Stephen Daldry uit 2002.
Bervoets had een kleine gastrol (als zichzelf) in seizoen twee van de televisieserie ANNE+. In de bijbehorende 5-delige podcast is ze in gesprek met vier andere schrijvers (Esther Duysker, Pete Wu, Nina Polak en Gijs van der Sanden).

## Prijzen
- 2009 - ScriptPlus HvA Debutant van het Jaar-prijs voor Of Hoe Waarom
- 2011 - Opzij Literatuurprijs voor Lieve Céline
- 2017 - BNG Bank Literatuurprijs voor Ivanov
- 2017 - Frans Kellendonk-prijs voor haar gehele oeuvre
- 2022 - J.M.A. Biesheuvelprijs voor Een modern verlangen

#### Romans
- 2009 - Of Hoe Waarom (L.J. Veen)
- 2011 - Lieve Céline
- 2013 - Alles wat er was
- 2014 - Efter
- 2016 - Ivanov[13]
- 2017 - Fuzzie[14]
- 2019 - Welkom in het Rijk der zieken
- 2021 - Wat wij zagen - Boekenweekgeschenk 2021
- 2023 - Leer me alles wat je weet
- 2025 - Geld verdienen

#### Column-bundels
- 2010 - Leuk zeg doei
- 2013 - Opstaan, aankleden, niet doodgaan
- 2015 - En alweer bleven we ongedeerd

#### Toneel en film
- 2010 - Roes, toneel
- 2011 - Bowy is binnen, televisiefilm-scenario
- 2018 - CarryMe, toneel

#### Overige publicaties
- 2011 - Jurk, verhaal, uitgegeven in de vorm van een luciferboek, geïllustreerd door Dubravka[15]
- 2014 - Wild: Het Komrijk van Hanna Bervoets, bloemlezing, samensteller
- 2015 - Mary Shelleys Frankenstein, voorwoord
- 2016 - Nieuwe Lusten: 22 verhalen uit De Tuin der Lusten van Jeroen Bosch, bijdrage
- 2016 - Vrouwen schrijven niet met hun tieten - Een nieuwe generatie schrijvers over alledaags seksisme, onnodige ongelijkheid en eicellen met klauwtjes, bijdrage aan essaybundel, onder redactie van Wiegertje Postma, uitgever Atlas Contact, ISBN 9789025447335
- 2017 - Als dit zo doorgaat: Let's Make Literature Great Again, with All the Best Words!, bijdrage
- 2017 - Mary Shelleys Mathilda, nawoord
- 2020 - 'Bovendien zijn lesbiennes gewoon onaardig', Kellendonklezing
- 2021 - Een modern verlangen, verhalenbundel
- 2024 - Een prachtige dag vol nieuwe mogelijkheden, novelle (in opdracht van gemeente Amsterdam)[16]

## Bestseller 60
| Boeken met noteringen in de Nederlandse Bestseller 60 | Jaar van verschijnen | Datum van binnenkomst | Hoogste positie | Aantal weken | Opmerkingen |
| ----------------------------------------------------- | -------------------- | --------------------- | --------------- | ------------ | ----------- |
| Fuzzie                                                | 2017                 | 03-05-2017            | 41              | 1            |             |
| Welkom in het Rijk der zieken                         | 2019                 | 12-06-2019            | 29              | 1            |             |
| Een modern verlangen                                  | 2021                 | 09-06-2021            | 39              | 1            |             |